# Sanktuarium pasyjno-maryjne w Kalwarii Zebrzydowskiej
Sanktuarium w Kalwarii Zebrzydowskiej – sanktuarium pasyjno-maryjne oo. bernardynów znajdujące się w Kalwarii Zebrzydowskiej. Wchodzące w skład zespołu bazylika i klasztor położone są na południe od miasta, u szczytu góry Żar, na południe i wschód od nich znajdują się 42 kaplice i kościoły dróżek. Nazywane jest często Polską Jerozolimą.
W 1999 roku sanktuarium wpisane zostało na listę światowego dziedzictwa UNESCO, a 17 listopada 2000 roku obiekt uznany został za Pomnik historii Polski.
Kalwaryjskie sanktuarium jest jednym z ważniejszych miejsc kultów pasyjnego i maryjnego – łączy zarówno kult Chrystusa cierpiącego, jak i Matki Bożej. Ideą przewodnią jest odwzorowanie ostatniej drogi Chrystusa (Droga Pojmania i Droga Krzyżowa). W sanktuarium znajduje się obraz Matki Boskiej Kalwaryjskiej.

## Historia

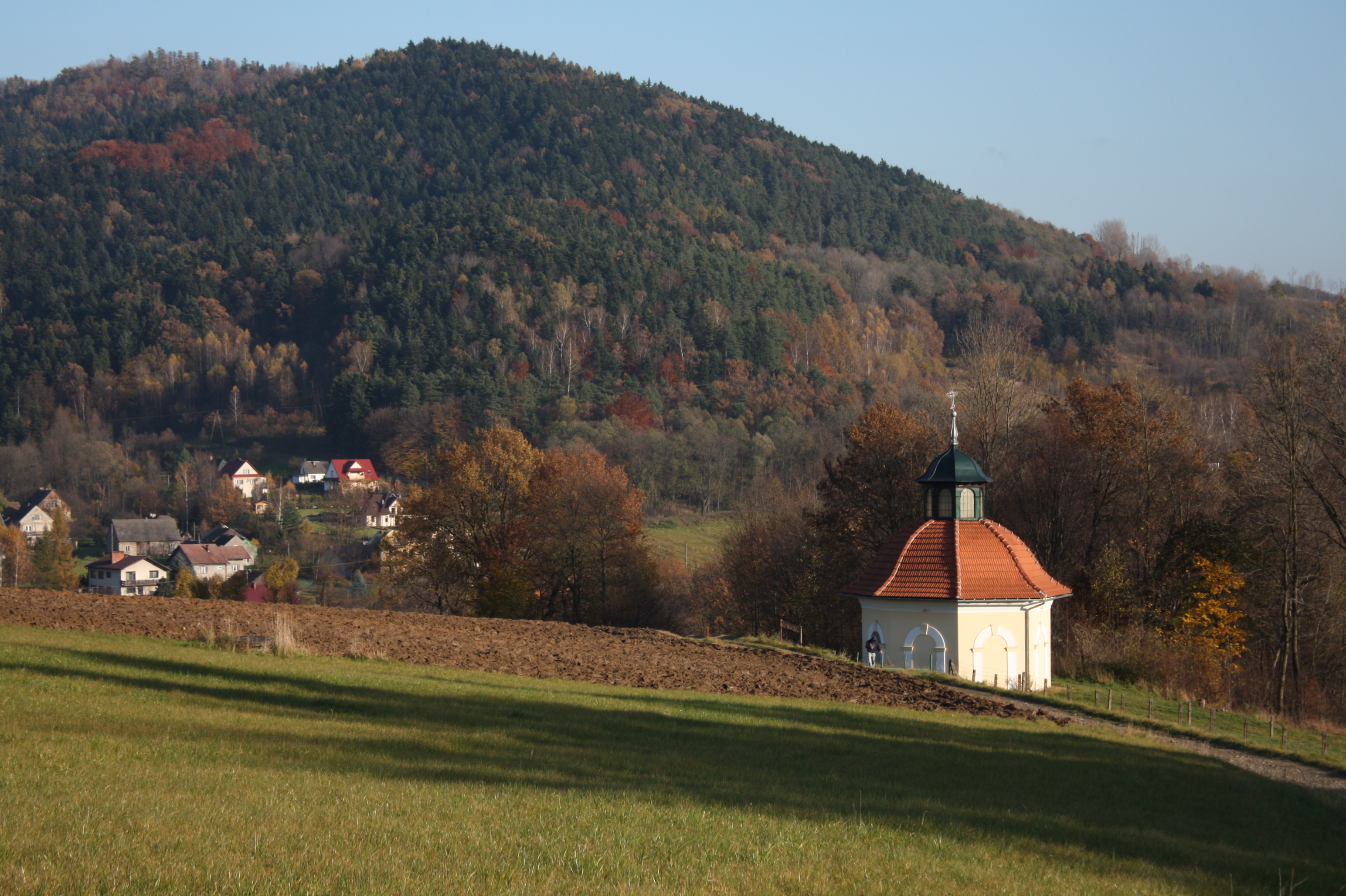
Okolice Kalwarii z kaplicą – Batszeidą

W 1600 roku Mikołaj Zebrzydowski, wojewoda krakowski, na pobliskim wzniesieniu Żar ufundował kościółek pw. Ukrzyżowania Jezusa Chrystusa, zbudowany według modelu przywiezionego w 1599 roku z Jerozolimy przez Hieronima Strzałę. Jak głosi legenda, decyzję wojewody miało ugruntować widzenie, w którym Mikołaj i jego żona Urszula ujrzeli przez okno lanckorońskiego zamku nad górą Żar trzy płonące krzyże unoszące się ku niebu. Kościółek ten został uroczyście konsekrowany przez nuncjusza papieskiego Klaudiusza Rangoniego 4 października 1601 roku, w obecności biskupa krakowskiego Bernarda Maciejowskiego. Kaplica pierwotnie miała służyć prywatnej pobożności, jednak wojewoda postanowił wybudować kaplicę Grobu Chrystusa oraz niewielki klasztor. Zebrzydowski 1 grudnia 1602 r. sporządził akt fundacyjny i przekazał część góry Żarek oraz miejsce pod budowę klasztoru bernardynom. W 1603 r. dokument zatwierdzony został przez biskupa krakowskiego i króla Zygmunta III. W latach 1604–1609 według projektu Jana Marii Bernardoniego wzniesione zostały kościół i klasztor. Kościół był konsekrowany w 1609 w dzień uroczystości św. Franciszka przez biskupa krakowskiego Piotra Tylickiego. W 1604 roku Zebrzydowski, zainspirowany dziełem Chrystiana Adrichomiusa opisującym Jerozolimę w czasach Chrystusa, postanowił wybudować (w latach 1609–1617, według planów Pawła Baudartha) dwanaście kaplic Drogi Krzyżowej oraz pustelnie Pięciu Braci Polaków z kaplicą św. Marii Magdaleny.
Po śmierci Mikołaja Zebrzydowskiego w 1620 roku opiekunem sanktuarium został jego syn Jan, który wybudował (1623–1641) pięć dalszych kaplic pasyjnych, osiem kaplic maryjnych, rozbudował kaplice Ukrzyżowania i Grobu Matki Bożej oraz wybudował tzw. gradusy obok ratusza Piłata i kaplicę znalezienia Krzyża z pustelnią św. Heleny. Kolejnym fundatorem był Michał Zebrzydowski, który rozbudował kompleks klasztorny przez poszerzenie go o drugi wirydarz od strony północnej (1654–1655) i wybudowanie kaplicy Matki Bożej Kalwaryjskiej (1658–1667). Ostatnia wielka fundatorka, Magdalena z Konopackich Czartoryska, podjęła się powiększenia kościoła o długą i szeroką nawę (1680–1702), ufundowała też fasadę, dwie wieże przy elewacji frontowej (1702–1720) oraz dwie kaplice: św. Antoniego (1687) i Niepokalanego Poczęcia (1749). Wraz ze śmiercią Magdaleny z Konopackich Czartoryskiej skończył się okres wielkich fundatorów. Odtąd ofiary szlachty, duchowieństwa oraz pątników stały się źródłem funduszów na rozbudowę, konserwacje i konieczne adaptacje Kalwarii.
W 1979 r. papież Jan Paweł II nadał kościołowi głównemu tytuł bazyliki mniejszej.

## Architektura

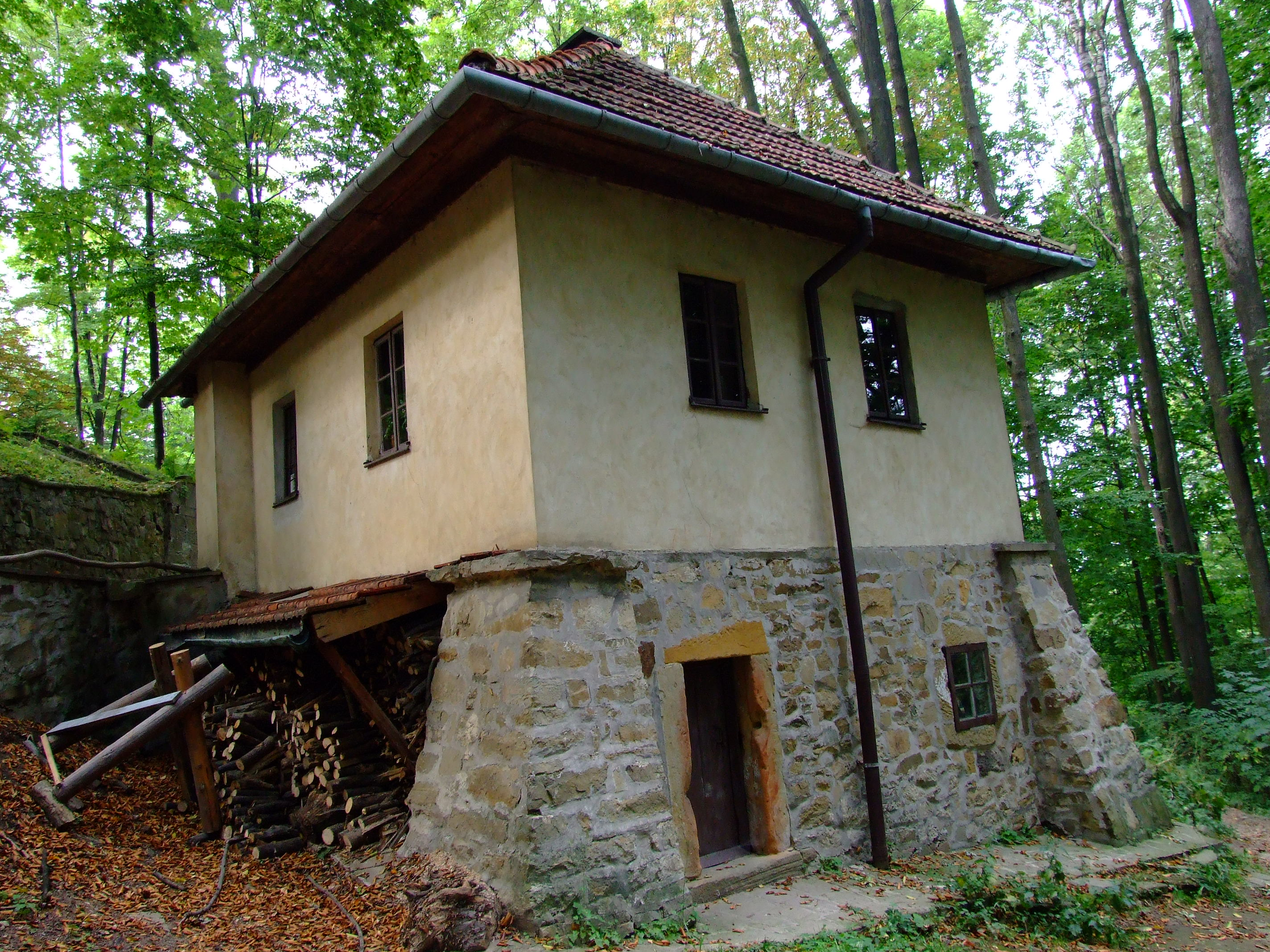
Pustelnia św. Heleny

Kościół i klasztor zostały wzniesione według projektu architekta Jana Marii Bernardoniego oraz architekta i złotnika flamandzkiego Pawła Baudartha, który wzniósł prawie wszystkie kaplice kalwaryjskie.

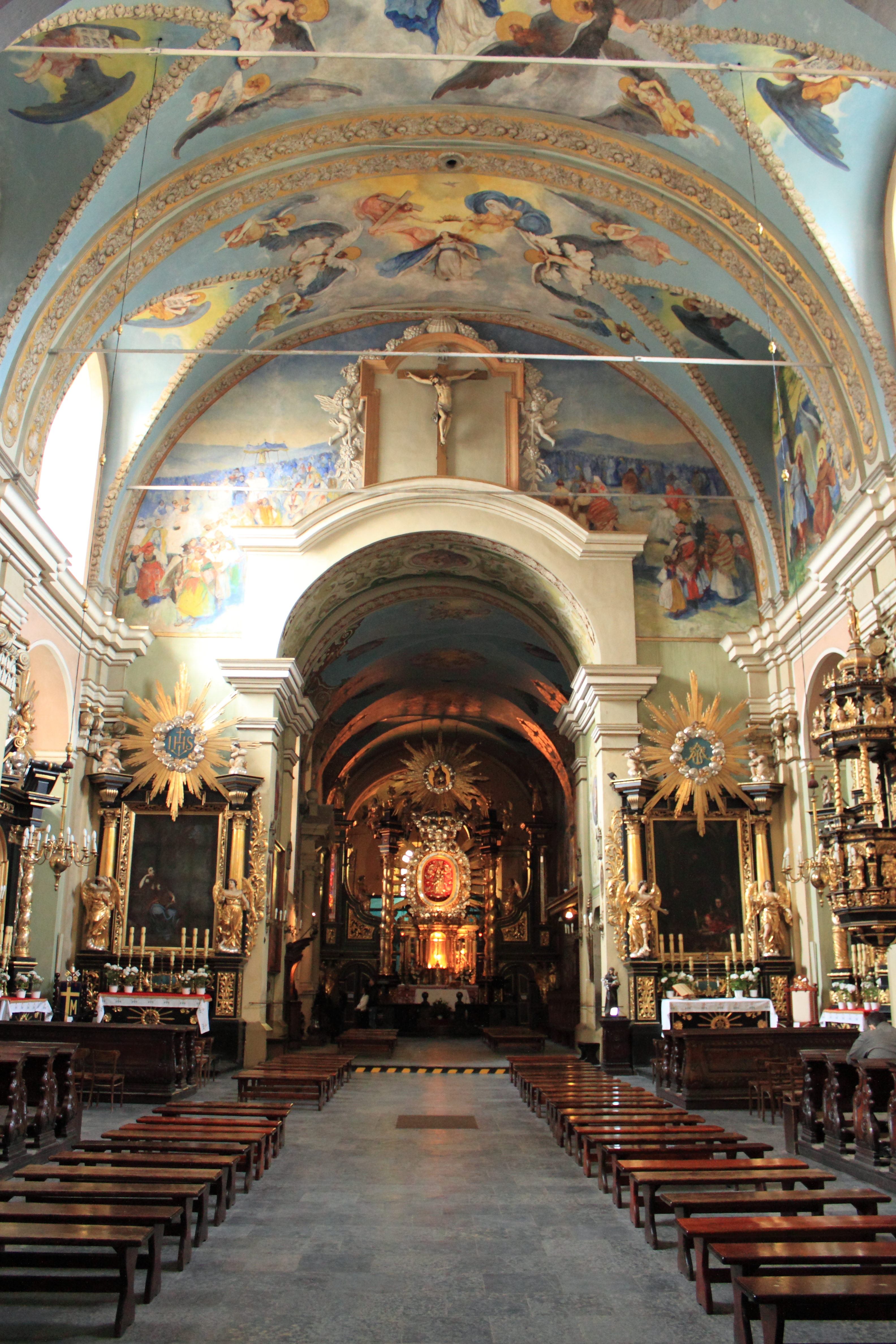
Wnętrze kościoła

Bazylika jest budowlą późnobarokową z elementami rokoka. Wnętrze ozdobione jest polichromią, zabytkowymi stallami, bogato inkrustowanym wyposażeniem oraz licznymi obrazami.
Klasztor to trzypiętrowa budowla posiadająca pięć ryzalitów–bastionów, wybudowana wokół dwóch wirydarzy (z lat 1603–1609 i 1654–1666) z wyposażeniem w stylach barokowym i rokoko. Część bliżej kościoła, ze studnią pośrodku, zdobią dekoracja stiukowa oraz portrety fundatorów i dobrodziejów klasztoru.
Tzw. Park Pielgrzymkowy składa się z zespołu kościołów i kaplic o barokowej i manierystycznej architekturze, przypominających w rzucie poziomym różne figury geometryczne. Wkomponowane są one w naturalny krajobraz i zainspirowane opisami Ziemi Świętej Christiana Adrichomiusa.

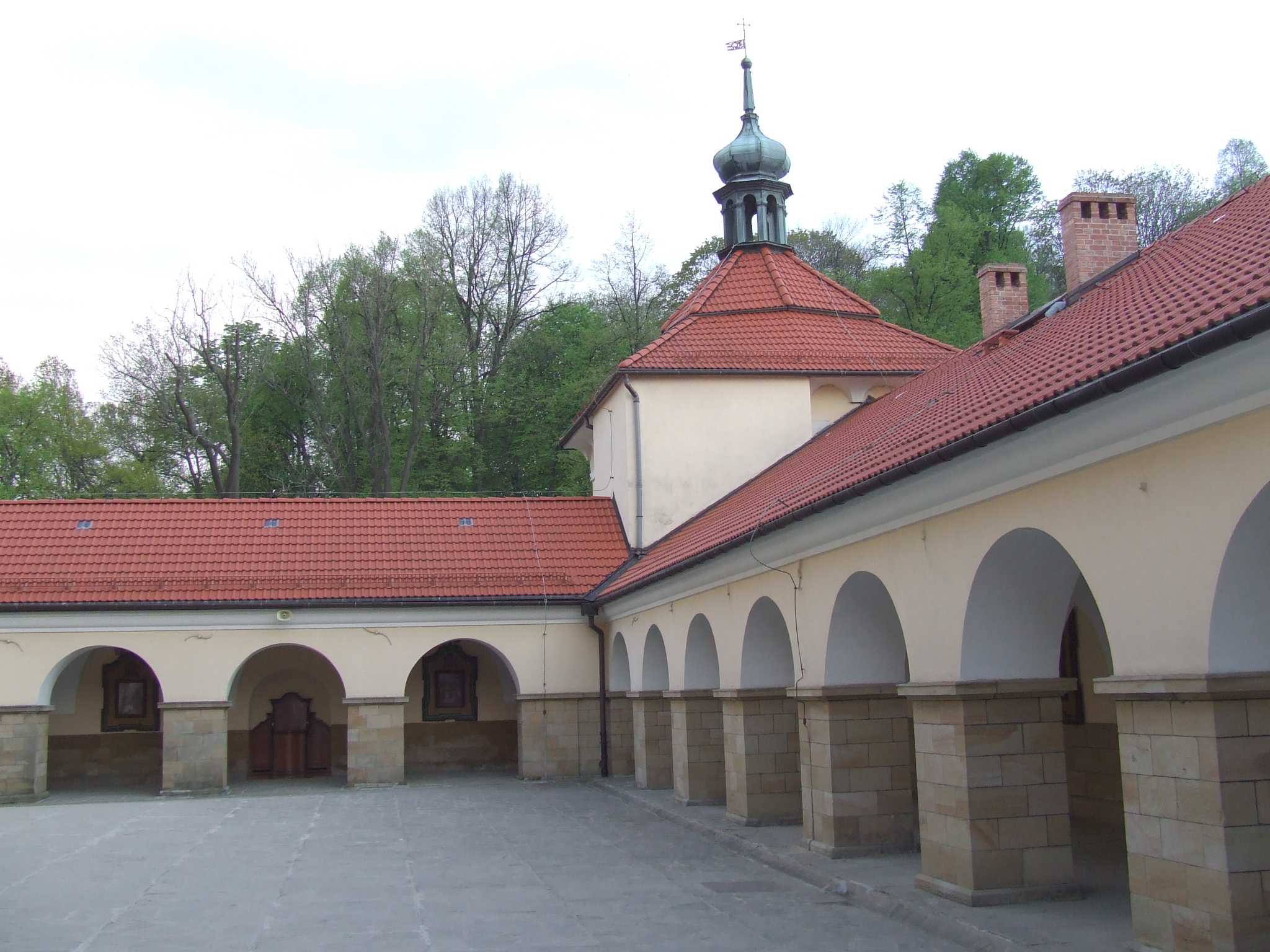
Dziedziniec sanktuarium

Od południa kościół i klasztor otacza mur (1624) z dwoma bastionami przekształconymi w 1747 r. na potrzeby duszpasterskie oraz kaplice św. Anny i Matki Boskiej Bolesnej. Na zachód znajdują się dziedziniec otoczony budynkami gospodarczymi i dwukondygnacyjną bramą z mansardowym dachem oraz pawilon w narożniku od południa.

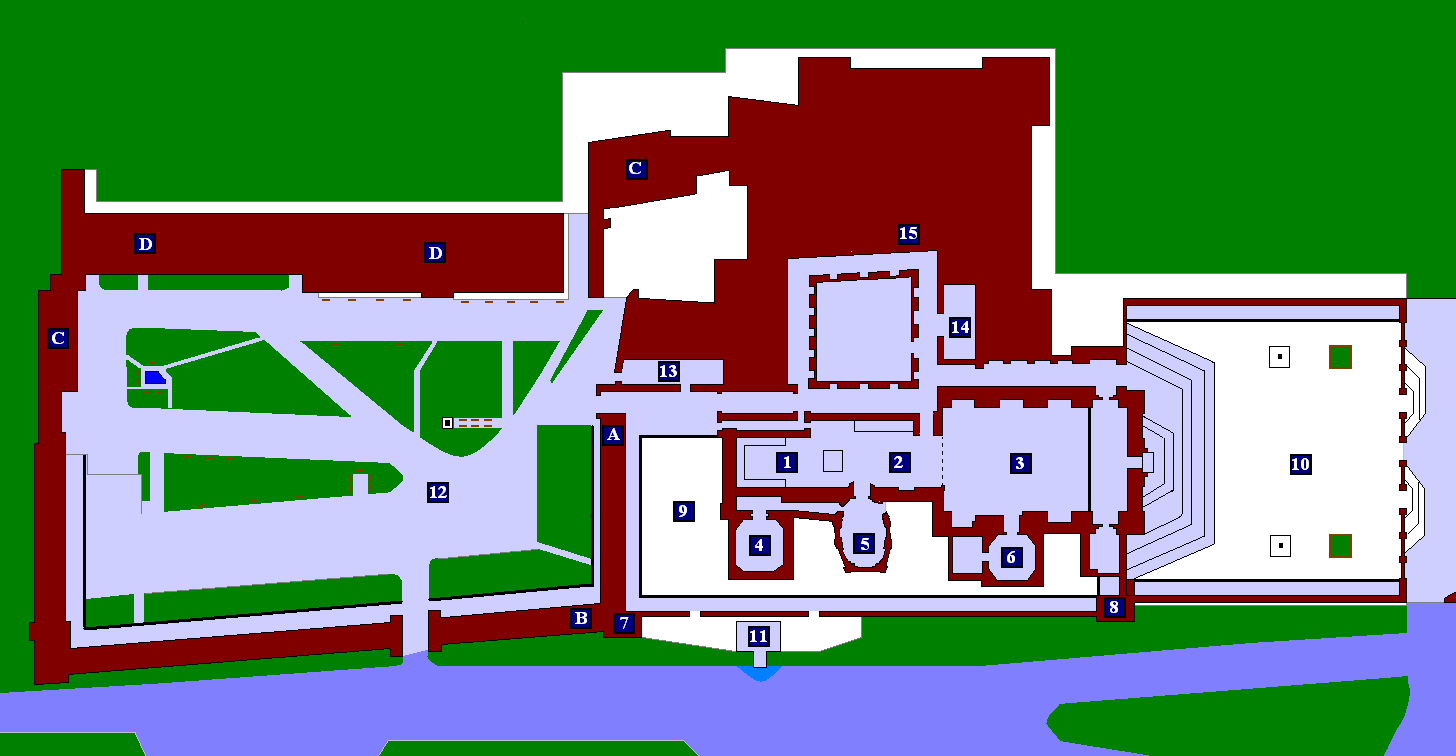
Bazylika: Chór zakonny (1), Prezbiterium (2), Nawa główna (3), Kaplica św. Antoniego Padewskiego (4), Kaplica Matki Bożej Kalwaryjskiej (5), Kaplica Niepokalanego Poczęcia NMP (6), Klasztor: Zakrystia (14), Furta klasztorna (15), Krużganki (9): Galeria (13), Kaplica św. Anny (7), Kaplica Matki Bożej Bolesnej (8), Dziedziniec (12): Sklep z pamiątkami (A), Księgarnia (B), Restauracja (C), Dom Pielgrzyma (D), Plac Rajski (10), Ołtarz Polowy (11)

1 grudnia 1999 Komitet Światowego Dziedzictwa UNESCO na posiedzeniu w Marakeszu (Maroko), na podstawie oceny historycznej i naukowej wykonanej przez prof. dr hab. inż. arch. Annę Mitkowską, postanowił wpisać manierystyczny zabytkowy zespół architektoniczno-krajobrazowy i pielgrzymkowy (bazylikę, klasztor i Dróżki) w Kalwarii Zebrzydowskiej na listę światowego dziedzictwa Kultury i Natury, jako jedyną kalwarię na świecie.
Zgodnie z rozporządzeniem Prezydenta Rzeczypospolitej Polskiej z dnia 30 października 2000, 17 listopada tego roku zespół sanktuarium uznany został za pomnik historii Polski.

## Matka Boża Kalwaryjska

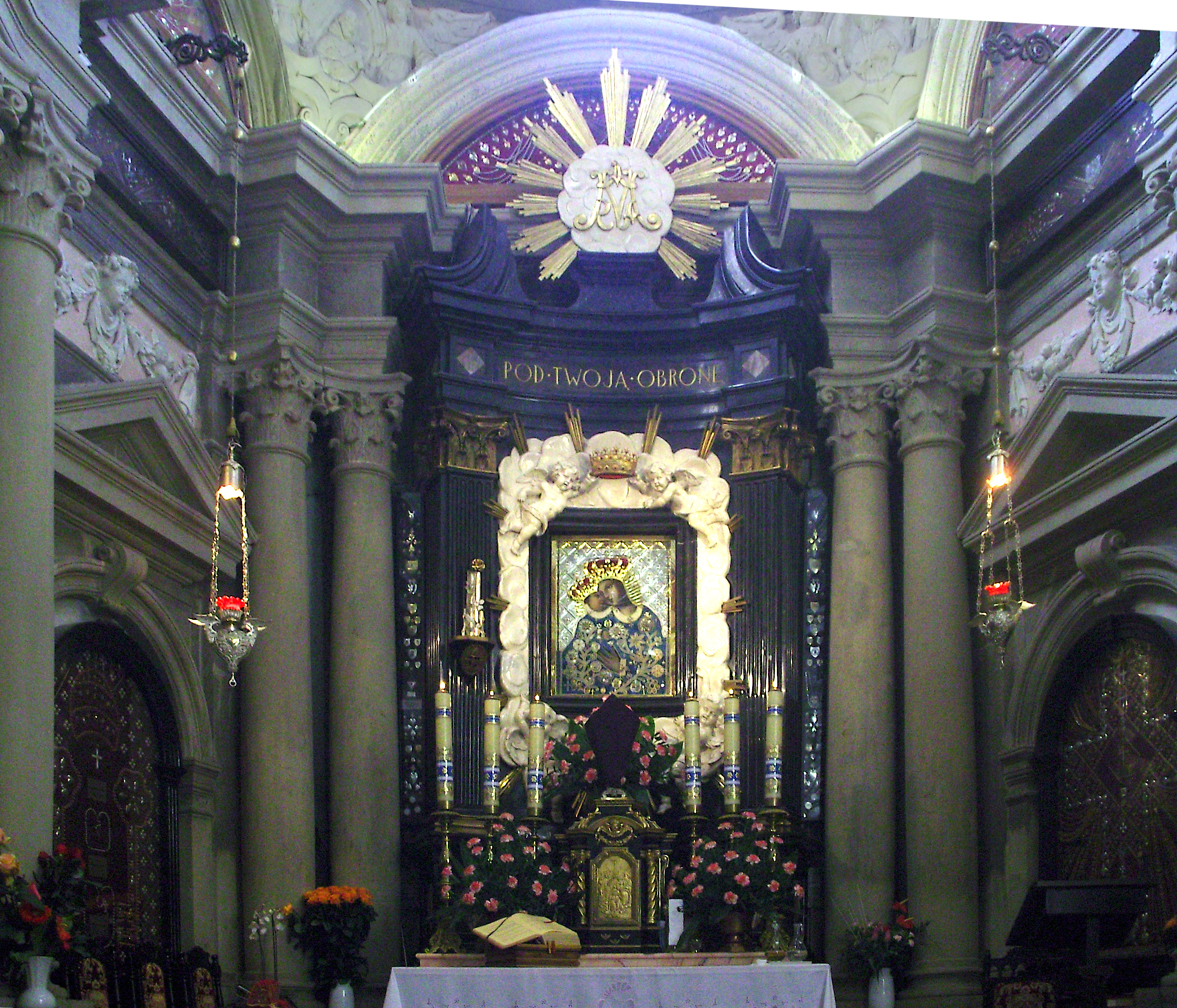
Kaplica z cudownym obrazem

Obraz Matki Boskiej z Dzieciątkiem został podarowany przez Stanisława Paszkowskiego z Brzezia Paszkowskiego w 1641 roku. Od 1667 roku znajduje się w ufundowanej przez Michała Zebrzydowskiego kaplicy przy południowej ścianie kościoła. Obraz został koronowany 15 sierpnia 1887 przez Albina Dunajewskiego.

## Dróżki kalwaryjskie
Założenie przestrzenne Kalwarii tworzą rozłożone na obszarze 6 km² o łącznej długości 5 km, 42 kaplice i kościoły Dróżek Pana Jezusa oraz Matki Boskiej, wybudowane na wzór obiektów z Ziemi Świętej, a poszczególne miejsca odpowiadają nazwom miejsc w Jerozolimie (Golgota, Syjon, góra Oliwna itp.).
- Dróżki Pana Jezusa (28 stacji – 24 obiekty) – ułożone w ciągu narracyjnym, opowiadające historię ukrzyżowania Jezusa Chrystusa od wyjścia w Wielki Czwartek z Wieczernika, aż do śmierci i pogrzebu w Wielki Piątek. Znajdują się tu kaplice: Wieczernika, Ogrójca, Pojmania na Cedronie, domy Annasza i Kajfasza, pałac Heroda i Piłata.
- Dróżki Matki Boskiej (24 stacje – 11 obiektów) – ukazujące ból Marii pod krzyżem, pogrzeb Jezusa i tryumf po zmartwychwstaniu. Część kaplic jest wspólna dla obu części założenia, np. Kościół Grobu Matki Bożej, Wieczernik czy Kościół Ukrzyżowania.

W założeniu znajdują się również zupełnie odrębne budowle, nienależące do Drogi Krzyżowej lub luźno związane z Męką Chrystusa, takie jak Betsaida, Kościół Wniebowstąpienia czy Pustelnia św. Marii Magdaleny.

## Uroczystości i pielgrzymki
Sanktuarium kalwaryjskie jest ośrodkiem ruchu pielgrzymkowego, coroczne Nabożeństwa pasyjne i maryjne przyciągają rzesze pielgrzymów, sięgające niekiedy 1,5 mln. Szczególną częścią uroczystości w Kalwarii są odgrywane w okresie Wielkiego Tygodnia niezwykle barwnie misteria pasyjne. Uroczyście obchodzony jest też sierpniowy odpust Zaśnięcia i Wniebowzięcia NMP. Kalwaryjskie uroczystości należą do najbardziej okazałych celebracji religijnych w Polsce.
Przy klasztorze działają Dom Pielgrzyma, przyjmujący gości przez cały rok, a także restauracja.

### Kult pasyjny

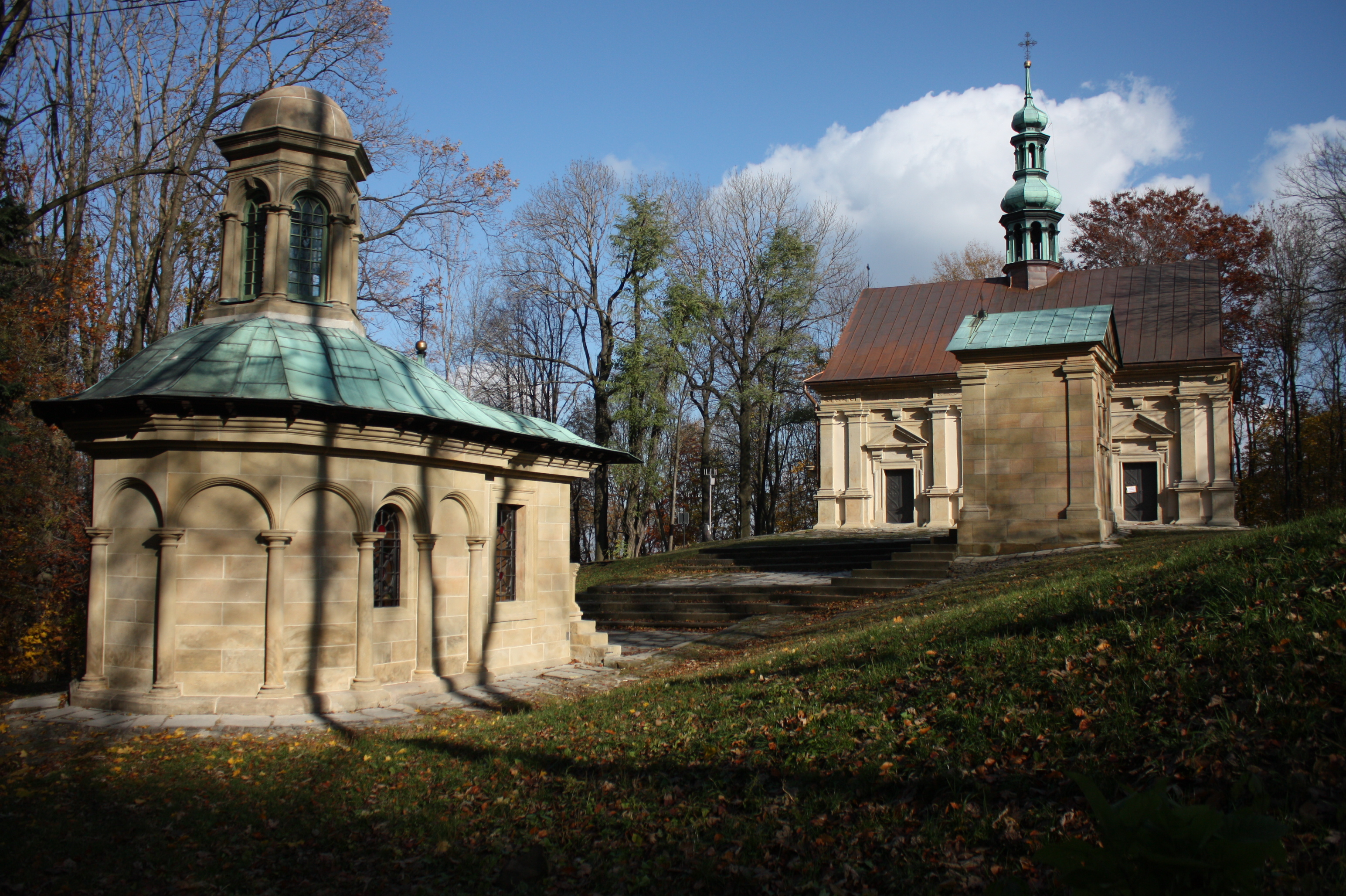
Góra Żar – kulminacja dróżek pasyjnych z kaplicami Ukrzyżowania, Zdjęcia z Krzyża i Grobem Pańskim

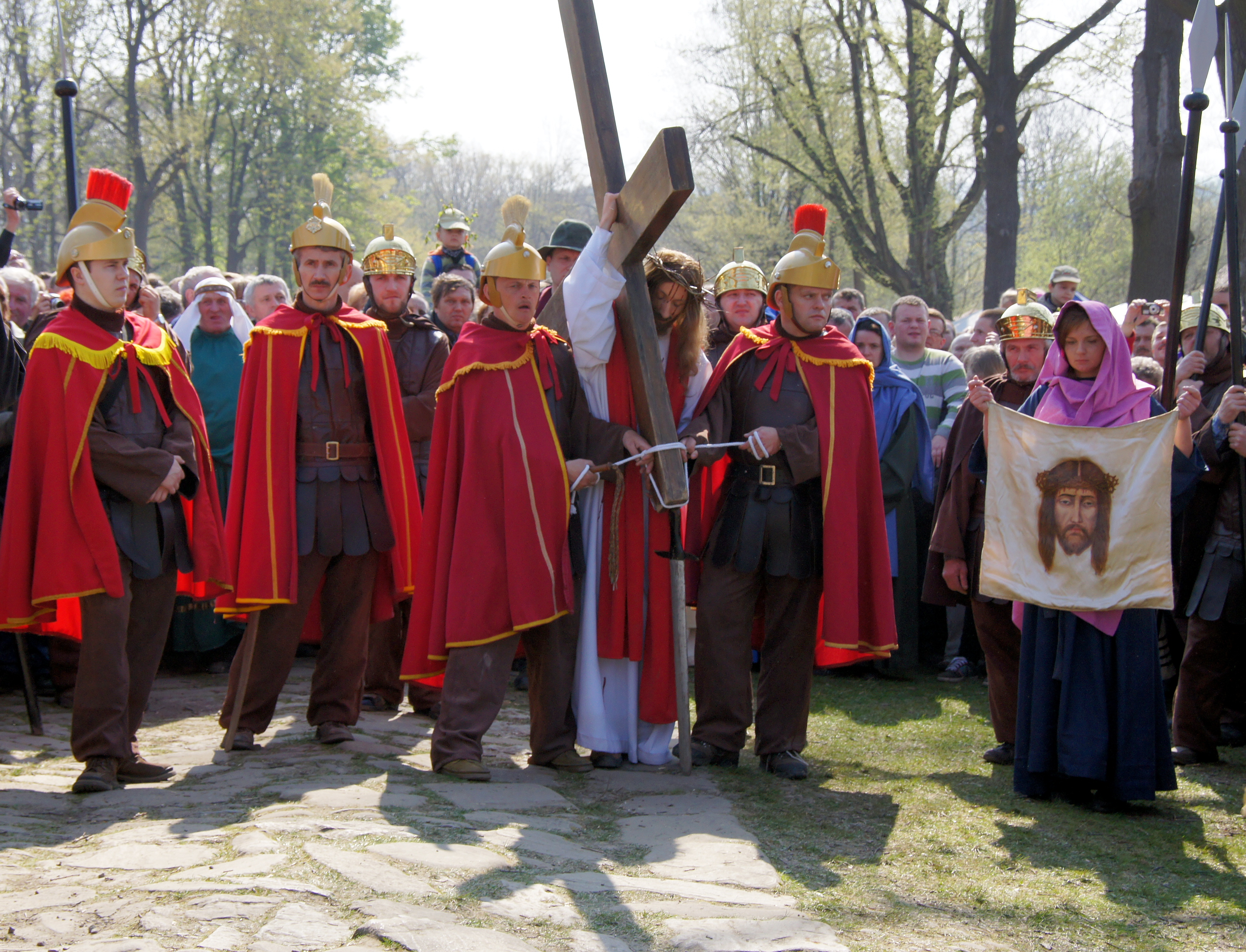
Misterium Męki Pańskiej w Kalwarii Zebrzydowskiej

Pierwsze nabożeństwa pasyjne odprawione były przy krzyżach postawionych w miejscach przyszłych kaplic w roku 1608. Tradycyjnie odprawiano je dla wszystkich pątników znajdujących się w Kalwarii. Początkowo z niewielkim udziałem aktorów, nabożeństwo było bardziej liturgiczną – podobne do tych w Jerozolimie. W XVII w. ograniczono obchody do Wielkiego Czwartku i Wielkiego Piątku: umywanie nóg 12 apostołom, zwiększono liczbę postaci wymienianych w ewangeliach lub tradycji, procesja (droga Pojmania) od kaplicy św. Rafała do kaplicy Annasza, gdzie w jej dolnej części zwanej Piwnicą trwała adoracja, aż do rana w Wielki Piątek gdzie przy Ratuszu Piłata, Piłat odczytywał dekret skazującego Jezusa na śmierć. Następnie w kaplicy Włożenia Krzyża Chrystus brał krzyż i niósł go do kościoła Ukrzyżowania. Na zakończenie procesja eucharystyczna przenosiła sakrament do Grobu Chrystusa, gdzie trwała adoracja aż do rezurekcji. Zachowały się dwa scenariusze widowisk z 1610 i 1618 autorstwa Abrahama Rożniatowskiego, przeznaczone dla sanktuarium w Kalwarii Zebrzydowskiej.
Po I rozbiorze w ramach zwalczania zabobonów przez władze austriackie, obrzęd znacznie zubożał, pozostały jedynie procesja z kazaniami i krzyżem symbolizującym Chrystusa przy poszczególnych kaplicach oraz umywanie nóg i dekret Piłata.
Po II wojnie światowej misterium pasyjne otrzymało nowy kształt, którego twórcą był Augustyn Chadam. W 1947 r. wprowadzono nowe stroje i postacie oparte na przekazach biblijnych i tradycji oraz sceny Wjazdu Chrystusa do Jerozolimy w Niedziele Palmową, Uczty u Szymona i Zdrady Judasza w Wielką Środę wieczorem.

### Kult Maryjny

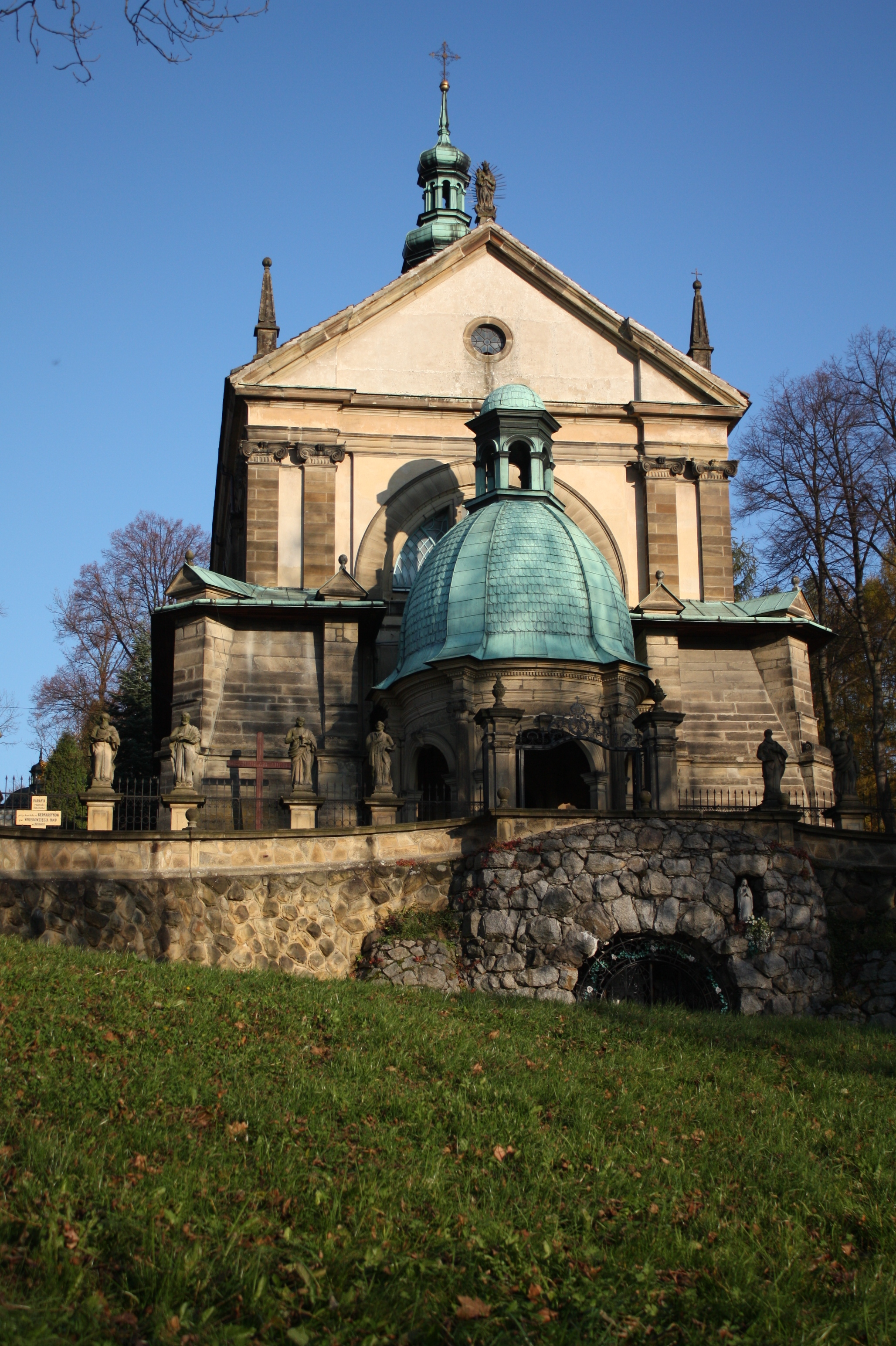
Kościół Zaśnięcia Marii Panny

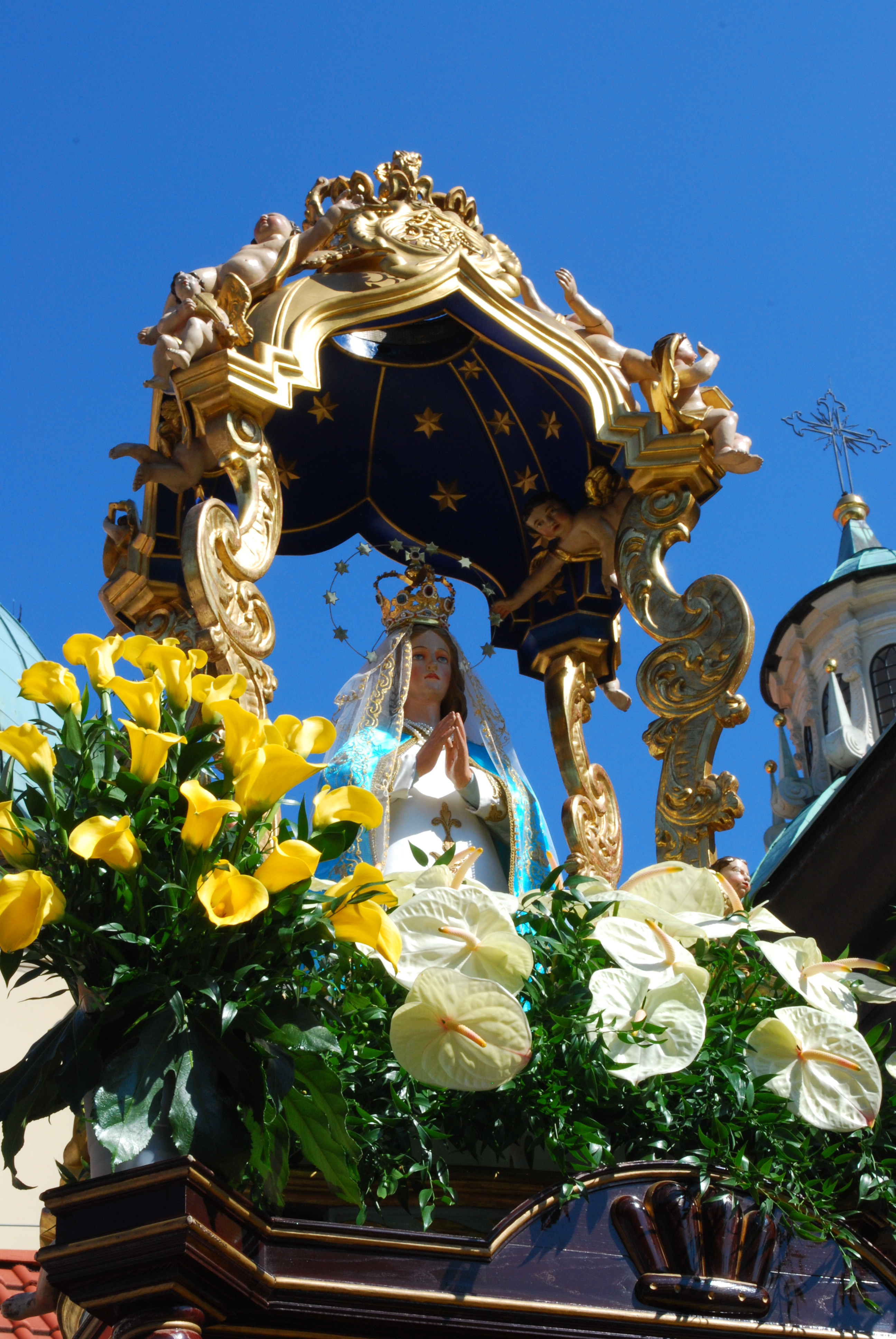
Figura Matki Bożej Wniebowziętej podczas Procesji Triumfu NMP

Kult Matki Bożej sięga 1609 r., kiedy to Mikołaj Zebrzydowski zakupił w Loreto (Włochy) poświęconą przez papieża Sykstusa V srebrną figurę Matki Bożej Anielskiej, która umieszczona została w ołtarzu głównym kościoła. Figura była przedmiotem kultu w pierwszych latach istnienia sanktuarium.
Od 1613 roku odbywały się nabożeństwo zwane Drogą Współcierpienia Matki Bożej (od Grobu Chrystusa do Domku Maryi) oraz procesja Wniebowzięcia NMP (od Grobu MB do bazyliki) w której brały udział kapela i oddział wojska, a od połowy XVII w. również procesja zaśnięcia NMP 13 sierpnia (od Domku do Grobu MB). W latach 1630–1632 Mikołaj ze Skalbimierza pisał teksty nabożeństw maryjnych, składających się z trzech części: Boleści, Pogrzebu i Triumfu Matki Bożej. W późniejszym okresie wprowadzono również nabożeństwo i kazania odprawiane przy siedmiu kaplicach. Po pierwszym rozbiorze wojsko i salwy armatnie zastąpiono asystami dziewcząt z różnych miejscowości. W pierwszej połowie XX w. pojawiły się grupy młodzieży męskiej, a po II wojnie światowej łacińskie nabożeństwa zastąpiono nieszporami w języku polskim, procesje wniebowzięcia kończyła suma pontyfikalna przy klasztorze. Powstała ułożona przez Augustyna Chadama inscenizacja Zaśnięcia Matki Bożej odgrywana przy pierwszej i ostatniej stacji pogrzebu.
Wielkim wydarzeniem dla sanktuarium było podarowanie obrazu Matki Bożej (1641), który uznany został za cudowny i pośredniczący w udzielaniu łask bożych. Sprawiło to, że Kalwaria stała się również ważnym ośrodkiem kultu maryjnego.

## Kalwaria a Jan Paweł II
Sanktuarium w Kalwarii Zebrzydowskiej od najmłodszych lat było miejscem częstych wizyt i modlitw Karola Wojtyły.

Sanktuarium Matki Bożej – i Dróżki. Nawiedzałem je wiele razy, począwszy od moich lat chłopięcych i młodzieńczych. Nawiedzałem je jako kapłan. Szczególnie często nawiedzałem sanktuarium kalwaryjskie jako arcybiskup krakowski i kardynał. (...) Jednakże najczęściej przybywałem tutaj sam i wędrowałem po dróżkach Pana Jezusa i Jego Matki, rozpamiętywałem Ich najświętsze tajemnice.

Przybywam dziś do tego Sanktuarium jako pielgrzym, tak jak przychodziłem tu jako dziecko i w wieku młodzieńczym. Staję przed obliczem kalwaryjskiej Madonny, jak wówczas, gdy przyjeżdżałem tu jako biskup z Krakowa, aby zawierzać Jej sprawy archidiecezji i tych, których Bóg powierzył mojej pasterskiej pieczy. Przychodzę tu i jak wtedy mówię: Witaj! Witaj, Królowo, Matko Miłosierdzia!

Jako papież był tu dwukrotnie, 7 czerwca 1979 r. nadając kościołowi tytuł Bazyliki, oraz 19 sierpnia 2002 r. w czasie obchodów 400-lecia sanktuarium, odprawiając tu ostatnią mszę w Polsce. 14 sierpnia 1991 roku zatrzymał się na rynku i pobłogosławił zgromadzonych mieszkańców. 9 stycznia 1979 r. papież przekazał sanktuarium pozłacaną monstrancję, 10 czerwca 1987 r. podczas mszy odprawianej na krakowskich Błoniach w stulecie koronacji Obrazu, złożył przed obrazem Matki Bożej Kalwaryjskiej Złotą Różę. Złożył w tym miejscu także różaniec w 1997 r.

Kalwaria ma w sobie coś takiego, że człowieka wciąga. Co się do tego przyczynia?
Może i to naturalne piękno krajobrazu, który się stąd roztacza u progu polskich Beskidów...

I o to proszę, proszę, abyście się za mnie tu modlili, za życia mojego i po śmierci.

Również Benedykt XVI odwiedził Sanktuarium (27 maja 2006 roku).

Podczas pierwszej podróży do Polski Jan Paweł II nawiedził to Sanktuarium i swoje przemówienie poświęcił modlitwie. Na koniec powiedział: „I o to proszę, proszę, abyście się za mnie tu modlili, za życia mojego i po śmierci”.
Dzisiaj chciałem się zatrzymać na moment w kaplicy Matki Bożej i z wdzięcznością pomodlić się za niego, zgodnie z jego prośbą. Idąc za przykładem Jana Pawła II, ja również zwracam się do was z serdeczną prośbą, abyście się modlili za mnie i za cały Kościół.

## Wyższe Seminarium Duchowne oo. Bernardynów
Przy sanktuarium znajduje się Wyższe Seminarium Duchowne pw. bł. Jana Dunsa Szkota, prowadzone przez ojców bernardynów. Obecnym rektorem seminarium jest o. dr Roland Pancerz OFM. W seminarium przebywa około 18 alumnów.